# Aššur-nirari IV.
Aššur-nirari IV. (Aschschur-nirari, Assur-nirari) war König von Assyrien und regierte in den Jahren 1018 v. Chr.–1013 v. Chr. Sein Name bedeutet Assur ist mein Heil / meine Hilfe.
Er war Nachfolger seines Vaters Salmanassar II., nach seinem Tod wurde sein Onkel Aššur-rabi II. König. Wegen der dürftigen Quellenlage in diesem „dunklen Zeitalter“ Assyriens ist von Aššur-nirari kaum mehr als der Name und die Länge seiner Herrschaft bekannt. Während seiner Regierungszeit wurde das Līmu-System der Zeitrechnung, dem zufolge ein Jahr als X-tes Regierungsjahr eines Herrschers angegeben wird, ausgesetzt: Das erste Jahr seiner Regentschaft wurde „Līmu Aššur-niraris“ genannt, die folgenden wurden mit „X-tes Jahr nach dem Līmu Aššur-niraris“ bezeichnet. Möglicherweise wurde Aššur-nirari IV. von seinem Nachfolger gestürzt.